# Maria Fiore
Pour les articles homonymes, voir Fiore.
Maria Fiore (née Jolanda Di Fiori le 1er octobre 1936 à Rome et morte le 28 octobre 2004 dans la même ville) est une actrice italienne qui utilisait également le pseudonyme de Joan Simons.

## Biographie
Maria Fiore devient célèbre grâce à son interprétation de Carmela dans le film Deux Sous d'espoir de Renato Castellani, film qui a obtenu la Palme d'or au festival de Cannes de 1952, ex aequo avec Othello d'Orson Welles.
Dans les années suivantes, elle joue de nombreux films populaires comme Le dimanche des bonnes gens d'Anton Giulio Majano en 1953, Notre temps d'Alessandro Blasetti et Le Carrousel fantastique d'Ettore Giannini, tous deux de 1954. Sa carrière cinématographique se poursuit de manière intensive dans les années 1950 et au début des années 1960. Maria Fiore est apparue dans 50 films entre 1952 et 1999.
Elle décède à Rome le 28 octobre 2004.

## Filmographie partielle
- 1952 : Deux Sous d'espoir (Due soldi di speranza) de Renato Castellani : Carmela
- 1953 : Un dimanche romain (La domenica della buona gente) d'Anton Giulio Majano : Sandra
- 1954 : Le Carrousel fantastique (Carosello napoletano) d'Ettore Giannini : Donna Brigida, la repasseuse
- 1954 : Gran varietà de Domenico Paolella, segment Mariantonia : Mariantonia, la paysanne
- 1954 : Quelques pas dans la vie (tempi nostri) d'Alessandro Blasetti : nanni
- 1955 : Graziella de Giorgio Bianchi : Graziella
- 1960 : Flagrant délit (La garçonnière) de Giuseppe De Santis : Clementine
- 1963 : Les Gladiatrices (Le Gladiatrici) d'Antonio Leonviola : Yamad
- 1964 : Il gaucho de Dino Risi : Maria
- 1964 : Hercule l'invincible (Ercole l'invincibile) d'Alvaro Mancori : Melissa
- 1973 : L'onorata famiglia: Uccidere è cosa nostra de Tonino Ricci : Signora Federici
- 1974 : Dossier rose de la prostitution (Prostituzione) de Rino Di Silvestro : Primavera
- 1975 : Bracelets de sang (Il giustiziere sfida la città) d'Umberto Lenzi : Maria Scalia